# 人民日报藏文版
《人民日报藏文版》是中国共产党机关报《人民日报》的藏文版，2009年8月1日起发行。

## 版面
目前《人民日报藏文版》一般为每期四版，版面设置大体如下：
- 第一版：重大国内新闻
- 第二版：国内其他新闻
- 第三版：国际新闻
- 第四版：国内藏区新闻（同时还会提供本期报纸内容的汉文版简介）